# Campionat de Zúric 1987
L'edició del 1987 fou la 72a del Campionat de Zuric. La cursa es disputà el 3 de maig de 1987, pels voltants de Zúric i amb un recorregut de 237,5 quilòmetres. El vencedor final fou l'alemany Rolf Gölz, que s'imposà per davant de Raúl Alcalá i Camillo Passera.

## Classificació final
|    | Ciclista                   | Equip                  | Temps      |
| -- | -------------------------- | ---------------------- | ---------- |
| 1  | Rolf Gölz                  | Superconfex-Yoko       | 7h 04' 40" |
| 2  | Raúl Alcalá                | 7-Eleven               | + 1'00"    |
| 3  | Camillo Passera            | Ecoflam-BFB Bruciatori | m. t.      |
| 4  | Jean-Philippe Vandenbrande | Hitachi-Marc           | m. t.      |
| 5  | Edwig Van Hooydonck        | Superconfex-Yoko       | m. t.      |
| 6  | Jiří Škoda                 | Ecoflam-BFB Bruciatori | m. t.      |
| 7  | Dag-Otto Lauritzen         | 7-Eleven               | m. t.      |
| 8  | Othmar Häfliger            | Toshiba-La Vie Claire  | m. t.      |
| 9  | Jan Siemons                | PDM-Ultima-Concorde    | m. t.      |
| 10 | Steve Bauer                | Toshiba-La Vie Claire  | + 3'48"    |